# GUU
GUU (Gennemgribende udviklingsforstyrrelser, uspecificeret) er en forkortelse for F.84.9 Uspecificeret gennemgribende udviklingsforstyrrelser, som er en diagnose i WHOs ICD-10 diagnosesystem. 
Denne diagnose GUU (Gennemgribende Udviklingsforstyrrelse, Uspecificeret) er en midlertidig diagnose, som betyder, at man stadig undersøger, hvilken gennemgribende udviklingsforstyrrelse, der er tale om. De gennemgribende udviklingsforstyrrelser (GU) kendetegnes primært ved sociale forstyrrelser, og den centrale lidelse indenfor de GU er infantil autisme. 

## Kompleks autisme foreningen
Kompleks autisme foreningen er interesseforening for mennesker berørt af GUU (Gennemgribende udviklingsforstyrelser, uspecificeret) eller GUA. Foreningen henvender sig til unge med GUA eller GUU, forældre og fagfolk.

## Ekstern henvisning
- Wikimedia Commons har flere filer relateret til GUU
- Kompleks autisme foreningen Arkiveret 6. april 2010 hos  Wayback Machine